# Дозатор
Доза́тор — пристрій для контрольованого видатку речовини (сипкої маси, рідини тощо) у заданій кількості. При збагаченні корисних копалин застосовують Д. для шихтування сумішей (наприклад, вугілля): дискові або тарілчасті, вібраційні дозатор-живильники та ін., а також для дозування флотаційних реагентів: скіпові, стакан-чикові, роторні, шківові, голчасті. На практиці поряд з терміном «дозатор» вживається «живильник».